# Наварро Луна, Мануэль
Мануэль Наварро Луна (исп. Manuel Navarro Luna; 29 августа 1894, Ховельянос, Матансас, Испанская Куба — 15 июня 1966, Гавана Куба) — кубинский поэт, журналист и революционер.

## Биография
Происходил из семьи мамбисес. В возрасте шести месяцев был увезён в город Мансанильо (Гранма) его матерью Мартиной Луной в связи со смертью его отца Захария Наварро Переса, капитана испанской армии, который был убит своими же товарищами, когда те обнаружили, что он поддерживал борьбу за независимость Кубы.
Ещё в детстве он был вынужден бросить школу (однако получил начальное образование и даже учился музыке) и начать работать на различных неквалифицированных должностях, такие как дворник, чистильщик сапог, водолаз, парикмахер и помощник прокурора. Экономическая и политическая ситуация в стране привела его к участию в борьбе за подлинную независимость Кубы. Дальнейшее образование он получал самостоятельно.
В 1915 году он опубликовал свои первые стихи в журналах Penachos и Orto. Наварро Луна впоследствии стал редактором в изданиях La Defensa и La Montaña. Он также основал филиал Ассоциации прессы в публичной библиотеке Хосе Марти. В 1919 году он опубликовал свою первую книгу под названием Ritmos Dolientes.
Революционную деятельность начал участием в том же 1915 году в мероприятии, организованном Агустином Мартином Велозом в Мансанильо, целью которого было отметить День международной солидарности трудящихся (1 мая). К этому событию он написал сонет под названием Socialismo. В 1930 году он вступил в Коммунистическую партию Кубы и участвовал в акциях, направленных против диктатуры Мачадо и фашизма. Во время диктатуры Фульхерио Батисты, особенно после 1956 года, подвергался преследованиям и некоторое время даже скрывался в подполье.
В 1940 году после избрания Пачито Росалеса, первого мэра-коммуниста на Кубе, он был назначен главой департамента культуры Мансанильо и активно работал на этой должности. После начала революции 1959 года находился в составе национального ополчения и участвовал в зачистке гор Эскамбрай и победе у Плайя-Хирон.
В последние годы жизни сотрудничал в множестве национальных изданий, таких как Revista de Avance Letras, Social, Renacimiento, Unión, Bohemia, La Gaceta de Cuba, Verde Olivo y Hoy. Был также одним из основателей детского ансамбля Мансанильо, часто выступал с лекциями на патриотические темы. В 1994 году в Гаване основан литературный центр, названный в его честь.
Основные произведения: Corazón Abierto (1922), Refugio (1927), Surco (1928), Siluetas Aldeanas (1929), Cartas de la Ciénaga (1932), Pulso y Onda (1936), La Tierra Herida (1943).

## Переводы на русский язык
- Мануэль Наварро Луна.// Поэзия Кубы. — М.: Прогресс, 1980. — С. 92—97.